# Caner Erkin
Caner Erkin (* 4. Oktober 1988 in Edremit) ist ein türkischer Fußballspieler, der zuletzt beim Fatih Karagümrük SK unter Vertrag stand.

## Karriere
Caner Erkin ist Linksfuß und spielt daher bevorzugt auf der linken Außenbahn.

### Verein
Seine Profi-Karriere begann Caner Erkin bei Vestel Manisaspor. In 43 Erst- und Zweitligaspielen für Manisa erzielte er fünf Tore.
Ende Dezember 2006 gab der russische Spitzenklub ZSKA Moskau bekannt, dass sie Caner Erkin verpflichtet haben für eine Ablösesumme in Höhe von 4 Millionen Euro. Beim ZSKA Moskau feierte er im Alter von 19 Jahren seine Champions-League-Premiere am 27. November 2007 gegen PSV Eindhoven; Erkin wurde in der 61. Minute für Ramón eingewechselt. Am 31. August 2009 wurde offiziell bekanntgegeben, dass Galatasaray Istanbul sich Caner Erkin für ein Jahr ausleiht. Nach der Leihe wurde die Kaufoption von Galatasaray nicht gezogen, weil Erkin nicht bleiben wollte. Er wollte unbedingt zur neuen Saison zu Fenerbahçe Istanbul wechseln. Fenerbahçe bezahlte für ihn rund 2 Millionen Euro Ablöse, und Caner Erkin unterschrieb bei den Gelb-Dunkelblauen einen Vierjahresvertrag bis zum 31. Mai 2014. Er bestritt in sechs Jahren für Fenerbahçe 213 Pflichtspiele, schoss 16 Tore und gab 48 Torvorlagen.
Anfang Juni 2016 wechselte Erkin ablösefrei in die italienische Serie A zu Inter Mailand. Ausschlaggebend für den Wechsel war der Umstand, dass Inter-Coach Roberto Mancini, der zuvor bei Galatasaray Istanbul tätig gewesen war und Erkin aus dieser Zeit her kannte, ihn unbedingt in seiner Mannschaft sehen wollte. Nachdem Mancini aber zu Saisonbeginn entlassen worden war, erhielt Erkin nicht die gleiche Rückendeckung von dessen Nachfolger Frank de Boer. So wechselte Erkin noch in der gleichen Transferperiode auf Leihbasis zu Beşiktaş Istanbul. Nach der Leihe wurde er für drei Jahre fest verpflichtet. Er bestritt in vier Spielzeiten für die Schwarz-Weißen 122 Pflichtspiele, aus Liga-, Pokal- und Europapokalspielen, und erzielte sechs Tore.
Nach Vertragsende bei Beşiktaş kehrte Erkin im August 2020 zur Saison 2020/21 zu seinem ehemaligen Verein Fenerbahçe Istanbul zurück.
Im Sommer 2021 wechselte er zum Ligakonkurrenten Fatih Karagümrük SK. Sein Vertrag dort wurde im Dezember 2022 vorzeitig beendet.

### Nationalmannschaft
Er spielte in der türkischen U17-Nationalmannschaft und gewann mit dieser die U17-Europameisterschaft 2005 in Italien. Bei der U17-Weltmeisterschaft 2005 in Peru erreichte er mit der Mannschaft das Halbfinale und war neben Nuri Şahin einer der hervorstechendsten Spieler dieses Jahrgangs, was ihm nachträglich bereits in diesem Alter zwei Einsätze in der türkischen A-Nationalmannschaft sicherte.
Bei der Fußball-Europameisterschaft 2016 in Frankreich wurde er in das türkische Aufgebot aufgenommen. In den ersten beiden Partien gegen Kroatien und gegen Spanien stand er in der Stammelf, nach der 0:3-Niederlage gegen den Titelverteidiger wurde er im letzten Spiel nicht mehr eingesetzt. Trotz eines abschließenden Sieges schied das Team nach der Gruppenphase aus.

## Erfolge und Auszeichnungen

### Nationalmannschaft
- Türkische U17-Nationalmannschaft (2004–2005)
  - U17-Europameisterschaft: Sieger 2005 (5 Einsätze)
  - U17-Weltmeisterschaft: Halbfinalist 2005 (6 Einsätze / 4 Tore)[17]

### Verein
- Vestel Manisaspor (2004–2006)
  - Aufstieg in die Süper Lig und Vizemeister der 2. Lig (A Kategorisi): 2005

- ZSKA Moskau (2007–2009)
  - 1 × Russischer Vizemeister: 2008
  - 2 × Russischer Pokalsieger: 2007/08, 2008/09
  - 2 × Russischer Supercup-Sieger: 2007, 2009 (beide ohne Einsatz)

- Fenerbahçe SK (2010–2016)
  - 2 × Türkischer Meister: 2011, 2014
  - 2 × Türkischer Pokalsieger: 2012, 2013
  - 1 × Türkischer Supercup-Sieger: 2014

- Beşiktaş JK (2016–2020)
  - 1 × Türkischer Meister: 2017

### Persönliche Ehrungen
- Gewählt in das Team der Saison (Süper Lig) vom TSYD: 2014/15[18]